# Horacio Cabak
Horacio Martín Cabak (Olivos, 13 de octubre de 1969) es un exmodelo y conductor de televisión argentino.

## Biografía
Nacido en Olivos, provincia de Buenos Aires, pasó gran parte de su adolescencia y juventud en la localidad bonaerense de Monte Grande. Fanático del Club Atlético Independiente. 
Fue un aclamado modelo de pasarela y revistas, enamorando a las adolescentes de los fines de los 80s. En los 90 Cabak comenzó en televisión como notero del programa "Batido" emitido en canal nueve.
Horacio saltó a la fama como coconductor del programa "El Show Creativo" junto a Juan Gujis en donde trabajó siete años. También condujo el programa del verano: "1,2,3... Out!" de 1999 a 2001, un programa que se transmitía desde la playa de Mar del Plata donde la gente iba a participar por premios. En 2011, condujo Zapping Diario junto con Amalia Granata en las tardes de Telefe. Luego de esto condujo Zapping junto con Julieta Prandi.
Cuando tenía 24, conoció a su pareja, Verónica Soldato, con quien tuvo tres hijos; Ian (2003) y los mellizos Alan y Chloé (2005) Es amante de la música (participaba en los ensayos de Babasónicos y de Los Brujos) y de los autos.
Tiene tres hermanos varones.
Horacio tuvo una posición crítica sobre las vacunas y el Covid hasta que en abril de 2021 se enfermó de covid y tuvo que ser internado de urgencia. Sobre esto también se mostró crítico al decir que los famosos hacen un reality de sus internaciones.
 
Hoy en día conduce dos programas en la señal de noticias LN+ "Buen día Nación" de lunes a viernes por la mañana y "+Que ver" todos los sábados a partir de las 21hs. Además tiene su programa "Cabak 107.9" en la radio El Observador 107.9.

## Televisión
- Batido: notero, Canal 9 Libertad, (1994)
- El Show Creativo: coconductor, con Juan Gujis, Canal 13, (1994-2001)
- 360 Todo Para ver: coconductor, con Roberto Pettinato, Gonzalo Bonadeo y Elizabeth Márquez, Canal 13, (1995)
- Teleshow: coconductor, con Marley, Canal 13, (1996-1997)
- Man o Man: conductor, Canal 13, (1997)
- Gemelos (hasta que se demuestre lo contrario): coconductor, con Adolfo Castelo, Canal 9 Libertad, (1998).[7]
- Vidas de película: conductor, América TV, (1998).[8]
- 1, 2, 3 Out: conductor, Telefe, (1999-2001)[9]
- Números Rojos: conductor, Azul Televisión, (2001)
- Siempre Listos: coconductor, con Verónica Lozano y Daniel Rinaldi, Canal 13, (2002)
- Super M 20/02: conductor, Canal 13, (2002)
- Decisión Final: conductor, América TV, (2003).[10]
- Los intocables en el espectáculo: coconductor, con Luis Ventura, América TV, (2004).[11]
- De Una: conductor, América TV, (2005).[12]
- Crónicas Picantes: coconductor, con Beto Casella, América TV, (2005).[13]
- Acoso Textual: conductor, América TV, (2006-2007).
- Golden Balls: conductor, América TV, (2008).[14]
- Full Tilt "Póker en la Noche":conductor Fox Sports.
- Hoy es tu Día: conductor, Canal 13, (2009).[15]
- Zapping Diario: conductor, con Amalia Granata, Telefe, (2010-2011).[16]
- Zapping: conductor, con Julieta Prandi, Telefe, (2012).[17]
- Horas, minutos y segundos: conductor, Magazine, (2007-presente).[18]
- La Jaula de la Moda: conductor, Magazine, (2012-presente).[19] En 2016 el programa fue premiado con el Martín Fierro de televisión por cable correspondiente a 2015 en la categoría Moda y Tendencia.[20]
- Polémica en el bar ( América TV)
- Fantino a la Tarde: conductor de reemplazo de Alejandro Fantino, América TV (2020).
- Informados de Todo : Conductor de reemplazo de Guillermo Andino , América TV (2020)
- Polémica en el bar : Conductor de reemplazo de Mariano Iudica, América TV  (2021)
- Informados de Todo Verano : Conductor,  América TV (2021)
- Bien de mañana : Panelista, eltrece (2023)
- +Noticias Fin De Semana : Conductor, La Nación Mas  (2024-presente)

### Series
Participó en algunos episodios de programas como Son de diez, Como pan caliente y Los Roldán.
Tuvo una breve participación como invitado en el programa de canal Encuentro Proyecto G (conducido por el doctor Diego Golombek) durante su segunda temporada.

## Radio
Condujo un programa de radio, "Funk y Soul" por FM 103.5 en 1999, "Mentiras Verdaderas" en Radioshow durante 2003 con Maby Wells y "Café con Cabak" en FM Estación Pilar 88.3 durante 2010.
Condujo por 10 años el programa "Ciudadano Común" de lunes a viernes  por FM Delta 90.3.
Participó en el programa de Marina Calabró "Calabro 107.9" por El Observador 107.9 en 2024, y en 2025 obtuvo su propio programa en la emisora de radio, "Cabak 107.9" de lunes a viernes de 10 a 16 hs.